# Ramas bronquiales de la aorta torácica
Las ramas bronquiales de la aorta torácica, también conocidas como arterias bronquiales, son arterias de origen variable, las arterias bronquiales izquierdas son por lo general dos y casi siempre emergen en la porción más elevada de la aorta torácica, la arteria bronquial derecha es única y emerge de  la tercera arteria intercostal u ocasionalmente de la arteria bronquial izquierda superior. Colaboran en el suministro de sangre oxigenada a los pulmones. Aunque existe mucha variación, normalmente hay dos arterias bronquiales que discurren hacia el pulmón izquierdo, y una hacia el derecho.

## Origen
Las arterias bronquiales izquierdas (superior e inferior) normalmente nacen directamente de la aorta torácica.
La única arteria bronquial derecha generalmente nace de uno de los siguientes lugares:
- 1) la aorta torácica en un tronco común con la tercera arteria intercostal posterior derecha;
- 2) la arteria bronquial superior del lado izquierdo;
- 3) cualquier número de las arterias intercostales derechas.

## Ramas
Antes de penetrar en el parénquima del pulmón, emiten varios ramos para bronquios, esófago, pericardio y ganglios linfáticos adyacentes.

## Trayecto y distribución
Las arterias bronquiales suministran sangre a los bronquios y al tejido conectivo de los pulmones. Acompañan y se ramifican con los bronquios, terminando aproximadamente al nivel de los bronquiolos respiratorios. Se anastomosan con las ramas de las arterias pulmonar derecha e izquierda, y, juntas, irrigan la pleura visceral del pulmón.
Gran parte de la sangre transportada por las arterias bronquiales es devuelta al corazón por medio de las venas pulmonares más que por medio de las venas bronquiales.[cita requerida]
Cada arteria bronquial tiene también una rama que irriga el esófago.

## Comparación con las arterias pulmonares
No deben confundirse las arterias bronquiales con las arterias pulmonares, existen importantes diferencias entre ambas:
| arterias pulmonares  | suministran sangre desoxigenada bombeada desde el ventrículo derecho del corazón | circulación pulmonar  |
| arterias bronquiales | suministran sangre oxigenada bombeada desde el ventrículo izquierdo del corazón  | circulación sistémica |

## Patología
Las arterias bronquiales aparecen típicamente aumentadas de tamaño y tortuosas en la hipertensión pulmonar.